# Ibor Bakar
Pour les articles homonymes, voir Bakar (homonymie).
Ibor Bakar, né le 25 Mars 1986 à Marseille, est un footballeur international comorien évoluant au poste de milieu offensif. Il a aussi la nationalité française.

## Biographie

### Carrière en club
Ibor Bakar fait partie de l'équipe du Toulouse FC vainqueur de la Coupe Gambardella 2004-2005 ; il marque un but en finale contre l'Olympique lyonnais.
Il évolue dans l'équipe réserve du Toulouse FC jusqu'en 2006 où il rejoint le club marseillais du GS Consolat. En 2009, il devient joueur de l'US Marignane. Il joue ensuite à l'AS Gardanne de 2011 à 2012 puis rejoint l'effectif de l'US 1er Canton à Marseille.

### Carrière internationale
Ibor Bakar joue son seul match avec l'équipe nationale des Comores lors des éliminatoires de la Coupe du monde de football 2010, marquant un but contre Madagascar le 14 octobre 2007,.

## Famille
Il est le frère du footballeur Djamel Bakar.